# Levoncourt (Meuse)
Levoncourt ist eine französische Gemeinde mit 56 Einwohnern (Stand 1. Januar 2022) im Département Meuse in der Region Grand Est (vor 2016 Lothringen). Sie gehört zum Arrondissement Commercy und zum Kanton Dieue-sur-Meuse. Die Bewohner nennen sich Levoncourtois/Levoncourtoises.

## Geografie
Die Gemeinde liegt etwa 15 Kilometer nordöstlich von Bar-le-Duc im Zentrum des Départements Meuse am Ruisseau de Lavallée. Die Gemeinde besteht einzig aus dem Ort Levoncourt. Nachbargemeinden sind Villotte-sur-Aire im Nordwesten und Norden, Gimécourt im Norden und Nordosten, Baudrémont im Nordosten und Osten, Lignières-sur-Aire im Osten und Südosten Lavallée im Süden sowie Érize-Saint-Dizier, Rumont und Érize-la-Brûlée im Westen.

## Geschichte
Der Name der heutigen Gemeinde wurde im Jahr 1135 unter dem lateinischen Namen Levonis-curtis erstmals in einem Dokument erwähnt. Im Mittelalter gehörte die Gemeinde zum Gebiet des Herzogtums Bar und danach zum Herzogtum Lothringen. Genauer zum Amt (Bailliage) Bar. Mit dieser Herrschaft fiel Levoncourt 1766 an Frankreich. Bis zur Französischen Revolution lag die Gemeinde im Grand-gouvernement de Lorraine-et-Barrois. Von 1793 bis 1801 war die Gemeinde dem Distrikt Commercy zugeteilt und Teil des Kantons Dagonville. Und von 1801 bis 2015 Teil des Kantons Pierrefitte-sur-Aire. Seit 1801 ist Levoncourt dem Arrondissement Commercy zugeordnet.

### Bevölkerungsentwicklung
| Jahr      | 1962 | 1968 | 1975 | 1982 | 1990 | 1999 | 2006 | 2011 | 2019 |
| Einwohner | 57   | 58   | 54   | 50   | 46   | 41   | 47   | 55   | 60   |

Quellen: Cassini (Volkszählungen bis 1999) und INSEE (offizielle Schätzungen per 1. Januar ab 2006)

## Sehenswürdigkeiten
- Kirche Saint-Martin aus dem 20. Jahrhundert
- Gedenkplatte für die Gefallenen in der Kirche[4]
- Wegkreuz an der Gabelung D161/D171 nördlich des Dorfs
- Ehemaliges Lavoir (Waschhaus)

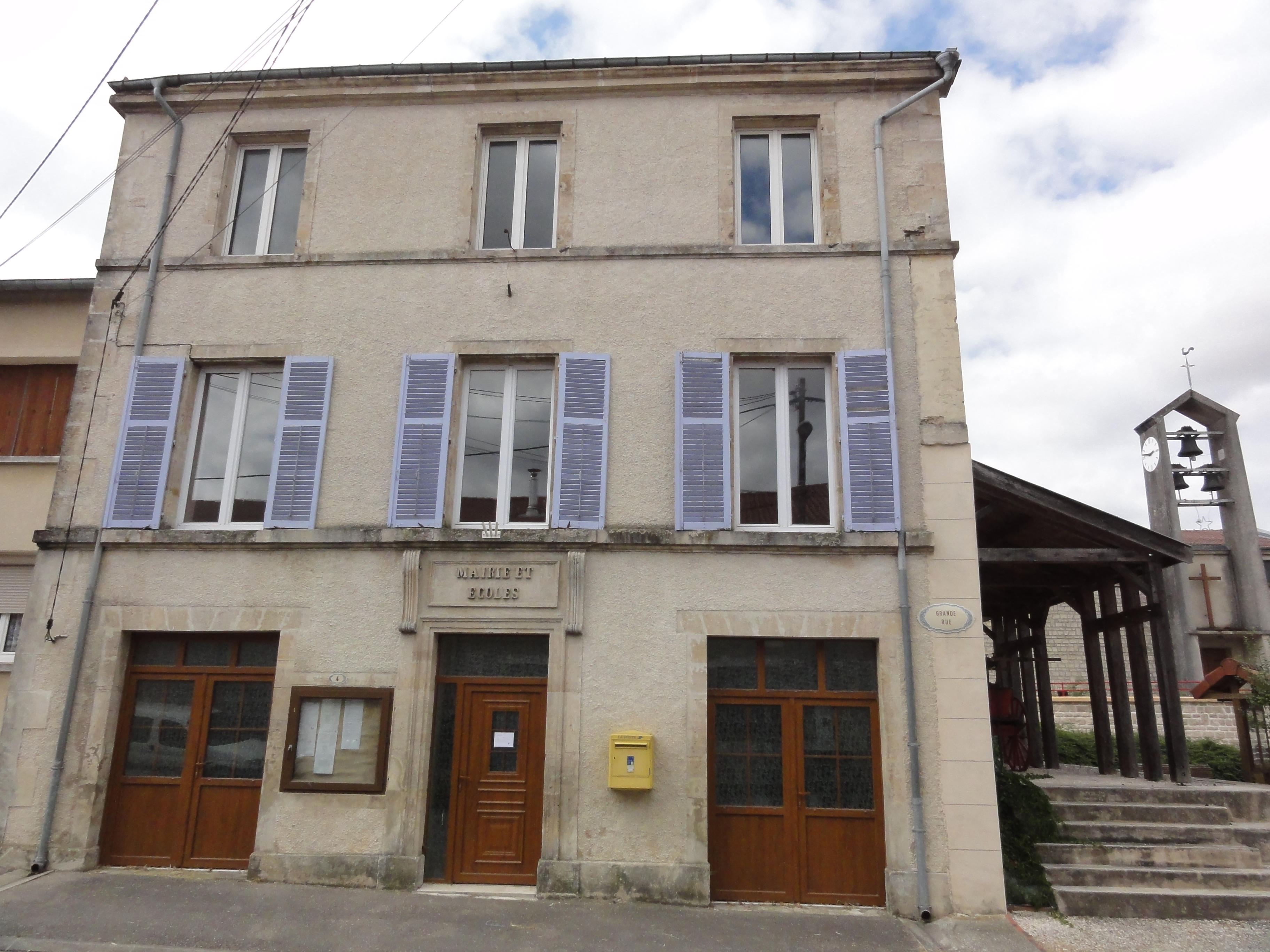
Rathaus- und Schulgebäude
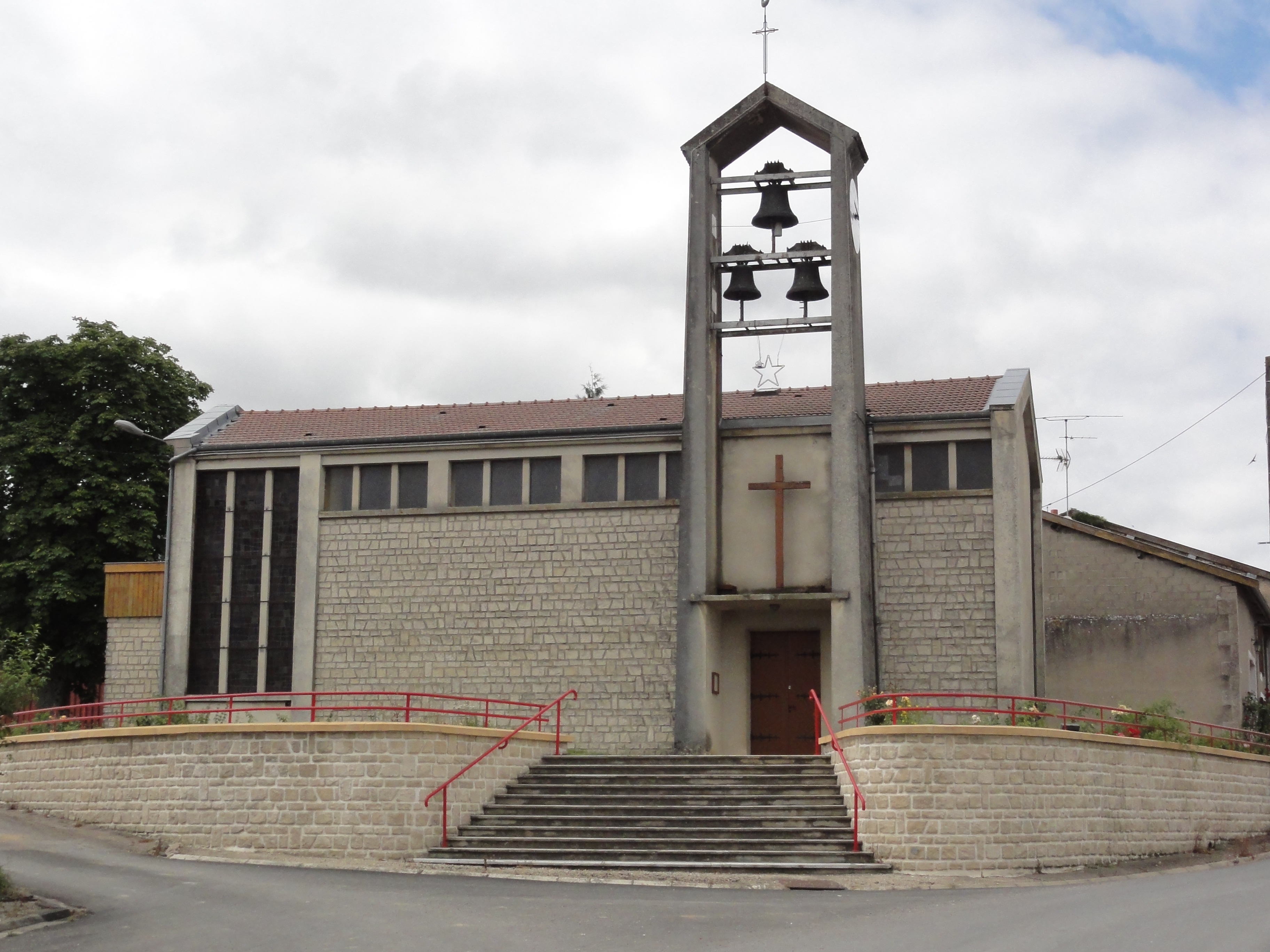
Kirche Saint-Martin
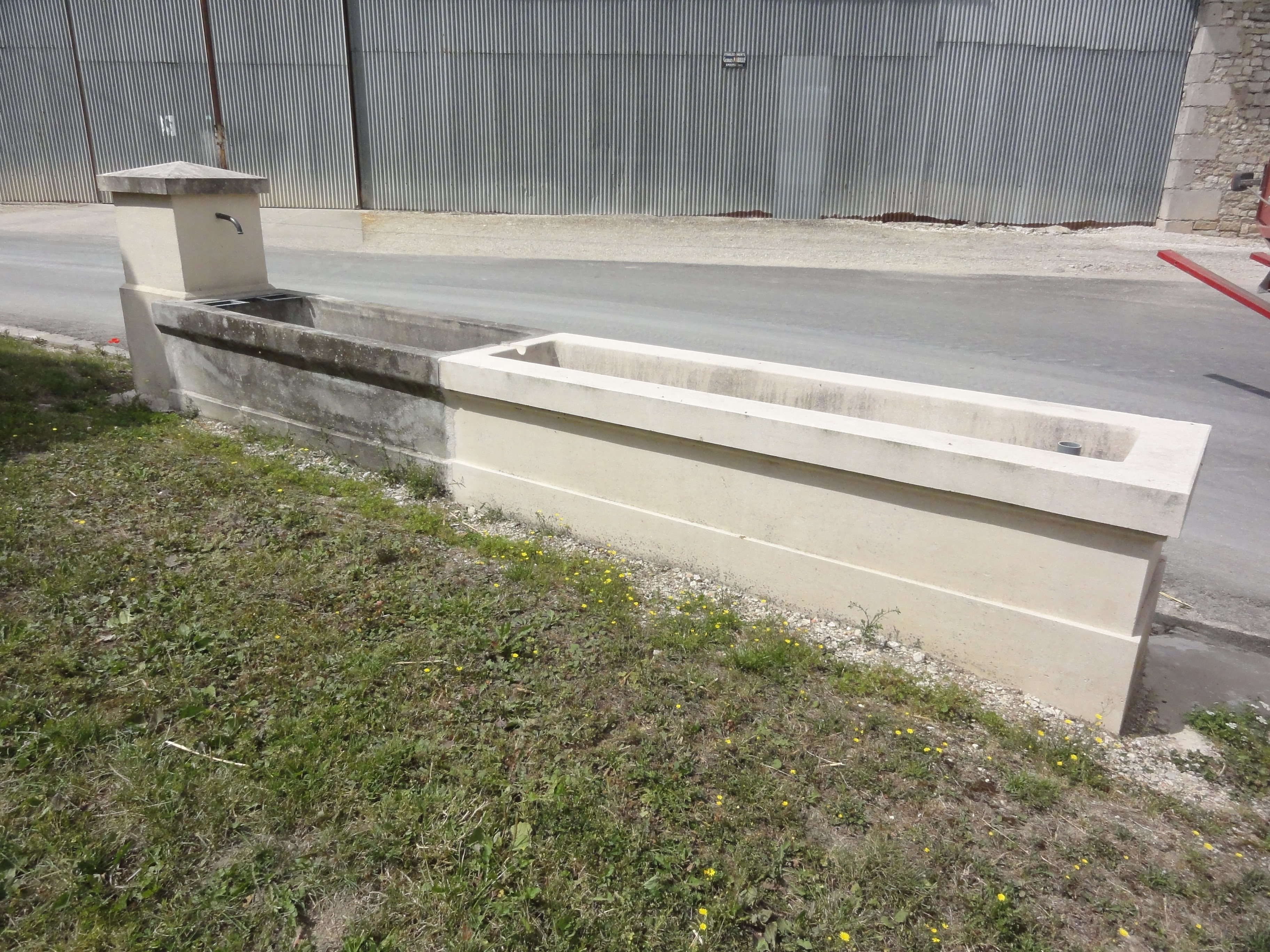
Brunnen
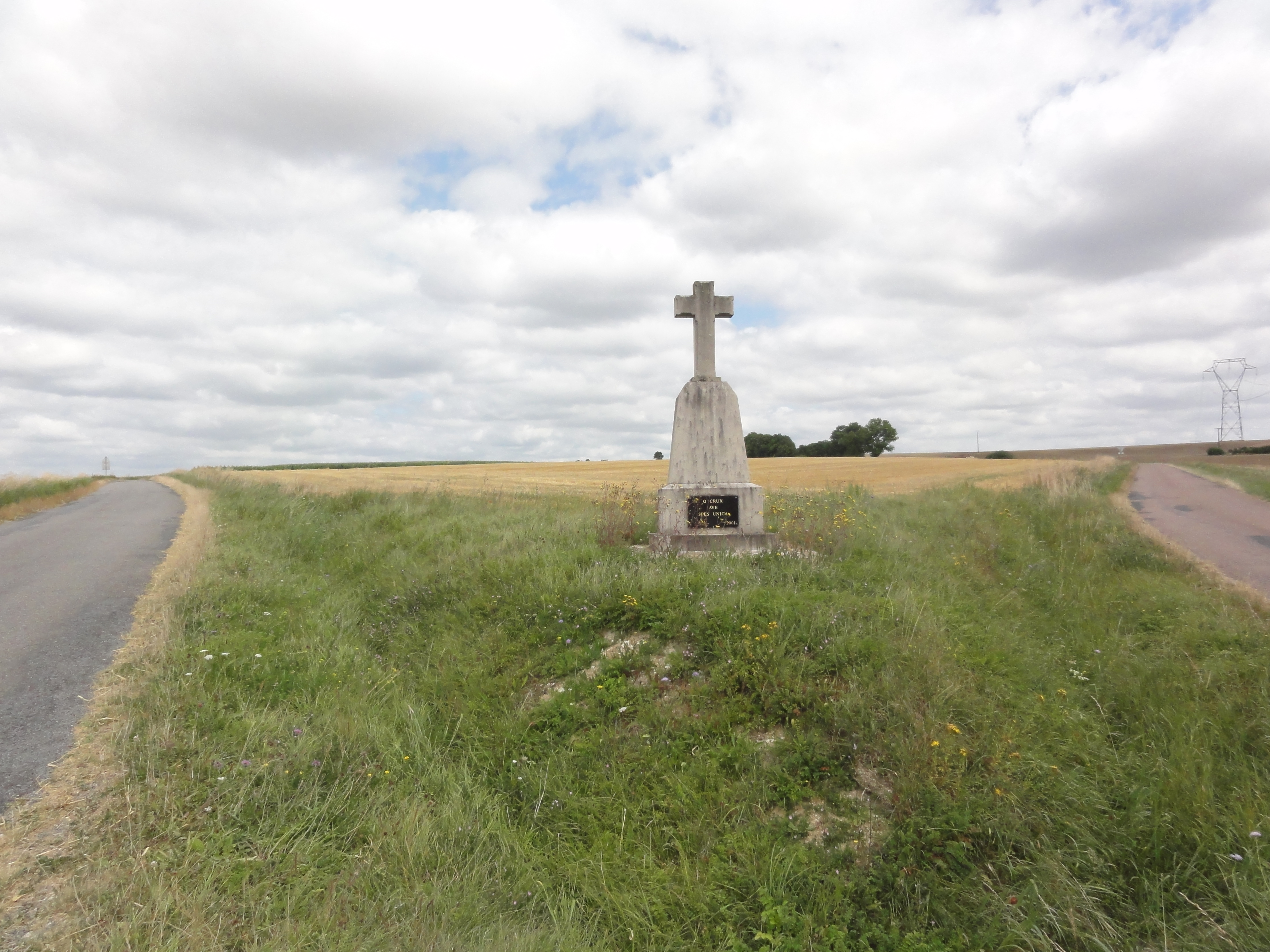
Wegkreuz
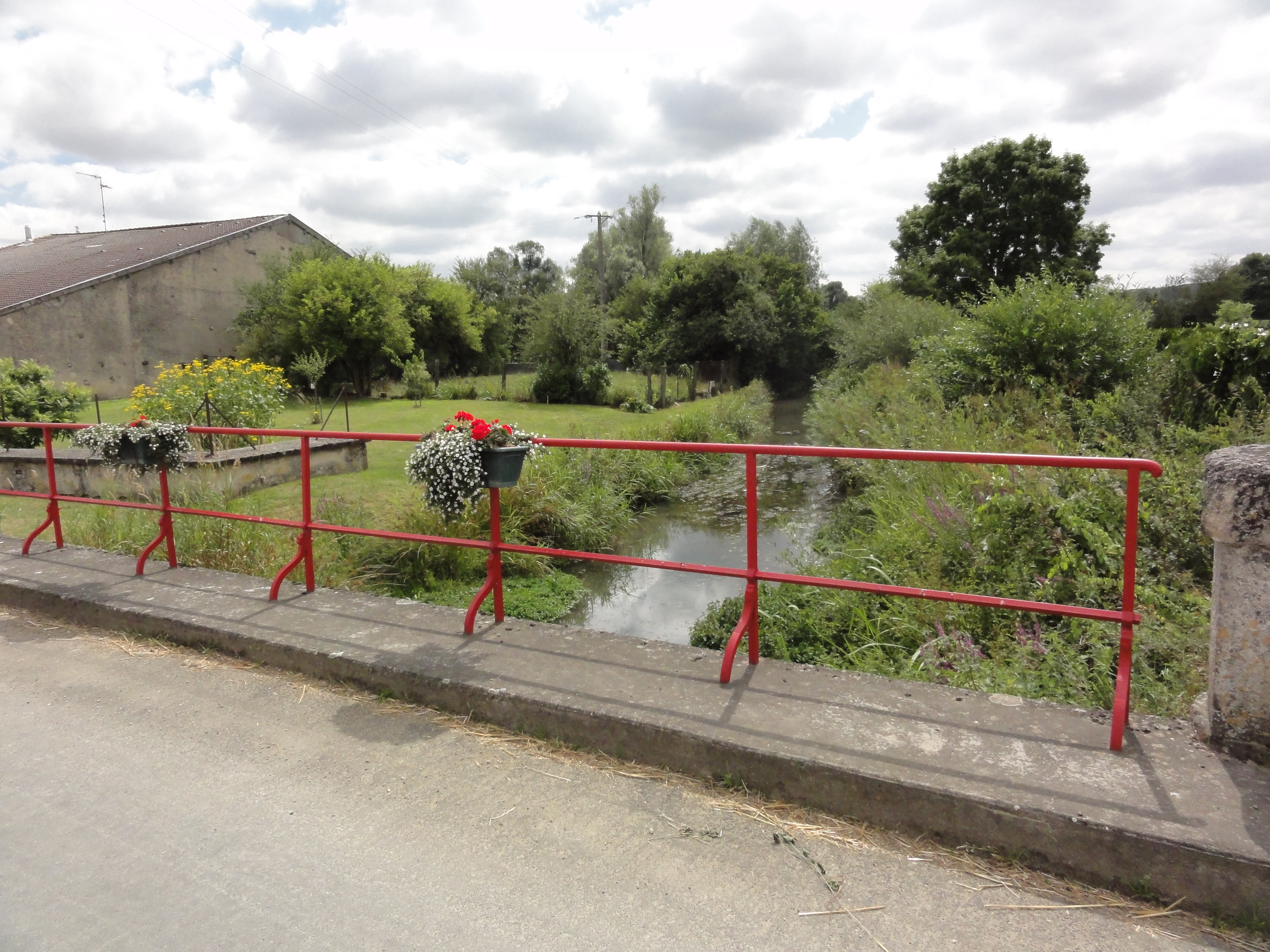
Brücke über den Ruisseau de Lavallée